# Yoldia aurata
Yoldia aurata is een tweekleppigensoort uit de familie van de Yoldiidae. De wetenschappelijke naam van de soort is voor het eerst geldig gepubliceerd in 2001 door Lan & Lee.